# Antonio Veneziano

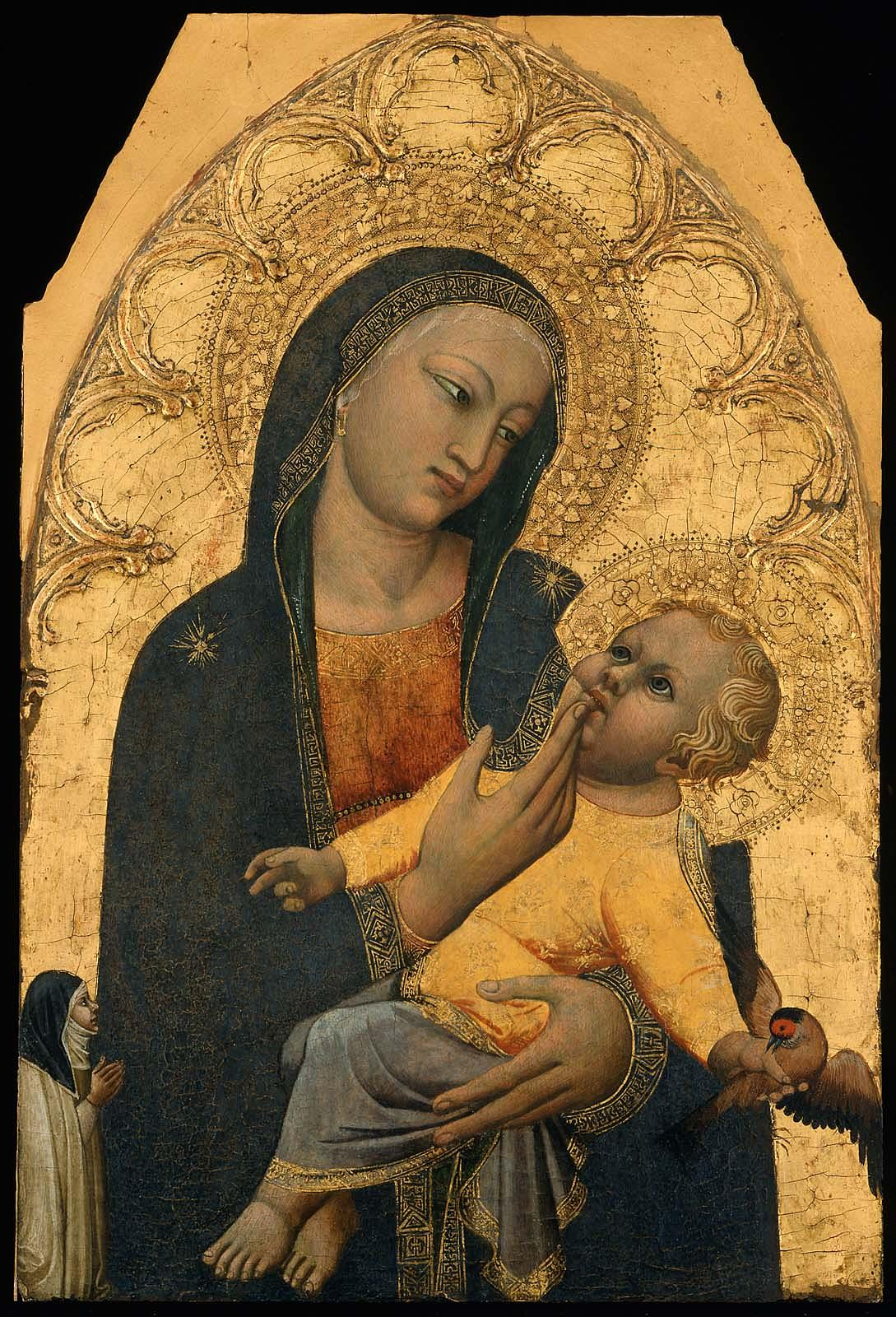
Madonna z Dzieciątkiem, tempera na panelu, 1380

Antonio Veneziano – malarz włoski aktywny w II połowie XIV wieku, kontynuator Giotta.
Urodził się prawdopodobnie w Wenecji i uczył w pracowni Taddea Gaddiego, który był uczniem i wieloletnim współpracownikiem Giotta. Jego najbardziej znane dzieła to obrazy z 1370 dla Katedry w Sienie i freski ilustrujące Legendę św. Rainiera w Campo Santo w Pizie (1384/86). Losy artysty nie zostały poznane, ostatnia wiarygodna wzmianka o nim pochodzi z 1388.
Prace Antonia Veneziana odznaczają się bogactwem naturalistycznych detali i świadczą o dobrej znajomości zasad perspektywy, zdecydowanie lepszej niż u Giotta di Bondone.